# Штумський повіт
Штумський повіт (пол. powiat sztumski) — один з 16 земських повітів Поморського воєводства Польщі.
Утворений 1 січня 1999 року в результаті адміністративної реформи.

## Загальні дані
Повіт знаходиться у східній частині воєводства.
Адміністративний центр — місто Штум.
Станом на 1.01.2008 населення становить 41 763 осіб, площа 730,74 км².
На терени повіту були депортовані 663 українці з українських етнічних територій у 1947 році (т. з. акція «Вісла»).

## Демографія
Демографічні дані повіту станом на 30.06.2005:
|       | Всього | Всього | Жінки  | Жінки | Чоловіки | Чоловіки |
| ----- | ------ | ------ | ------ | ----- | -------- | -------- |
|       | осіб   | %      | осіб   | %     | осіб     | %        |
| Повіт | 41 992 | 100    | 21 250 | 50,6  | 20 742   | 49,4     |
| Міста | 15 710 | 100    | 8200   | 52,2  | 7510     | 47,8     |
| Села  | 26 282 | 100    | 13 050 | 49,7  | 13 232   | 50,3     |